# Фејди Елсејд
Фејди Елсејд (енгл. Fady Elsayed; Лондон, 15. септембар 1993) британски је глумац. Остин је најпознатији по улози Рама Синга у научно-фантастичној серији Разред.